# طواف قوانغشي 2017
طواف قوانغشي 2017 هو سباق دراجات هوائية، وهو الموسم رقم 1 من السباق، وأقيم خلال الفترة 19 أكتوبر 2017، وحتى 24 أكتوبر 2017، وامتدّ لمسافة 920.6 كيلومتر، وهو أحد سباقات طواف العالم للدراجات 2017، وهو من نوع سباق المرحلة، وقد شارك في السباق 122 متسابقاً ووصل إلى نهايته 115 متسابقاً.
فاز فيه بالمركز الأول تيم فيلانز، وبالمركز الثاني باوك موليما، وبالمركز الثالث نيكولاس روش، والفائز في ترتيب النقاط فرناندو جافيريا، والفائز حسب ترتيب النقاط للشباب جوليان ألافيليب، والفائز حسب ترتيب التسلق دانيال أوس، والفريق الفائز في ترتيب الفرق بي إم سي راسينغ 2017.

## الفرق
| فرق عالمية (16)- Astana - Bahrain-Merida - BMC Racing Team - Bora-Hansgrohe - Cannondale-Drapac - Dimension Data - Lotto-Soudal - Movistar Team - Orica-Scott - Quick-Step Floors - Katusha-Alpecin - Lotto NL-Jumbo - سكاي - سنويب - Trek-Segafredo - UAE Team Emirates فرق قارية محترفة (2)- كاجا رورال-سيغوروس 2017 ‏ - نيبو-فيني فانتيني 2017 ‏ |  |
| |  |

## المراحل
| قائمة المراحل | قائمة المراحل | قائمة المراحل           | قائمة المراحل      | قائمة المراحل | قائمة المراحل   | قائمة المراحل   |
| المرحلة       | التاريخ       | الدورة                  |                    | المسافة (كم)  | الفائز بالمرحلة | القائد العام    |
| ------------- | ------------- | ----------------------- | ------------------ | ------------- | --------------- | --------------- |
| مرحلة 1       | 19 أكتوبر     | بيهاي – بيهاي           | مرحلة مستوية       | 107٫4         | فرناندو جافيريا | فرناندو جافيريا |
| مرحلة 2       | 20 أكتوبر     | كينشو – نانينغ          | مرحلة مستوية       | 156٫7         | فرناندو جافيريا | فرناندو جافيريا |
| مرحلة 3       | 21 أكتوبر     | نانينغ – نانينغ         | مرحلة مستوية       | 125٫3         | فرناندو جافيريا | فرناندو جافيريا |
| مرحلة 4       | 22 أكتوبر     | نانينغ – Mashan County ‏ | مرحلة جبلية متوسطة | 151           | تيم فيلانز      | تيم فيلانز      |
| مرحلة 5       | 23 أكتوبر     | ليوشو – غويلين          | مرحلة جبلية متوسطة | 212٫2         | ديلان جروينويغن | تيم فيلانز      |
| مرحلة 6       | 24 أكتوبر     | غويلين – غويلين         | مرحلة جبلية متوسطة | 168           | فرناندو جافيريا | تيم فيلانز      |

## النتيجة

### مرحلة 1
هي مرحلة مسطحة، أجريت في 19 أكتوبر 2017، وامتدّت لمسافة 107.4 كيلومتر فاز بالمرحلة فرناندو جافيريا، ومتصدر الترتيب العام في نهاية المرحلة فرناندو جافيريا، والمتصدر حسب ترتيب النقاط سيلفان ديلير، ومتصدر ترتيب التسلق ريمي كافانيا، ومتصدر ترتيب النقاط للشباب فرناندو جافيريا، ومتصدر ترتيب الفرق فريق الإمارات 2017 ‏.
| التصنيف العام         | التصنيف العام   | التصنيف العام | التصنيف العام     | التصنيف العام     |
| العداء                | العداء          | البلد         | الفريق            | الوقت             |
| --------------------- | --------------- | ------------- | ----------------- | ----------------- |
| 1                     | فرناندو جافيريا | كولومبيا      | كويك ستب-فلورز    | 2 س 19 دقيقة 51 ث |
| 2                     | سيلفان ديلير    | سويسرا        | بي إم سي راسينغ   | + 1 ث             |
| 3                     | ديلان جروينويغن | هولندا        | لوتو إن إل-جامبو  | + 4 ث             |
| 4                     | باسكال أكرمان   | ألمانيا       | بورا هانسغروه     | + 6 ث             |
| 5                     | أندري هريفكو    | أوكرانيا      | أستانا            | + 6 ث             |
| 6                     | ريمي كافانيا    | فرنسا         | كويك ستب-فلورز    | + 7 ث             |
| 7                     | نيكولا دوغال    | جنوب أفريقيا  | دايمنشن داتا      | + 8 ث             |
| 8                     | ماكس والشيد     | ألمانيا       | Sunweb            | + 10 ث            |
| 9                     | ووتر فيبرت      | هولندا        | Cannondale-Drapac | + 10 ث            |
| 10                    | أندريا جوارديني | إيطاليا       | فريق الإمارات     | + 10 ث            |
| مصدر: ProCyclingStats |                 |               |                   |                   |

### مرحلة 2
هي مرحلة مسطحة، أجريت في 20 أكتوبر 2017، وامتدّت لمسافة 156.7 كيلومتر فاز بالمرحلة فرناندو جافيريا، ومتصدر الترتيب العام في نهاية المرحلة فرناندو جافيريا، والمتصدر حسب ترتيب النقاط فرناندو جافيريا، ومتصدر ترتيب التسلق سيلفان ديلير، ومتصدر ترتيب النقاط للشباب فرناندو جافيريا، ومتصدر ترتيب الفرق فريق الإمارات 2017 ‏.
| التصنيف العام         | التصنيف العام    | التصنيف العام | التصنيف العام          | التصنيف العام     |
| العداء                | العداء           | البلد         | الفريق                 | الوقت             |
| --------------------- | ---------------- | ------------- | ---------------------- | ----------------- |
| 1                     | فرناندو جافيريا  | كولومبيا      | كويك ستب-فلورز         | 6 س 03 دقيقة 35 ث |
| 2                     | سيلفان ديلير     | سويسرا        | بي إم سي راسينغ        | + 5 ث             |
| 3                     | ماكس والشيد      | ألمانيا       | Sunweb                 | + 14 ث            |
| 4                     | ديلان جروينويغن  | هولندا        | لوتو إن إل-جامبو       | + 14 ث            |
| 5                     | ووتر فيبرت       | هولندا        | Cannondale-Drapac      | + 16 ث            |
| 6                     | أندري هريفكو     | أوكرانيا      | أستانا                 | + 16 ث            |
| 7                     | باسكال أكرمان    | ألمانيا       | بورا هانسغروه          | + 16 ث            |
| 8                     | ويلكو كيليرمان   | هولندا        | Sunweb                 | + 17 ث            |
| 9                     | ريمي كافانيا     | فرنسا         | كويك ستب-فلورز         | + 17 ث            |
| 10                    | Jonathan Lastra ‏ | إسبانيا       | Caja Rural-Seguros RGA | + 17 ث            |
| مصدر: ProCyclingStats |                  |               |                        |                   |

### مرحلة 3
هي مرحلة مسطحة، أجريت في 21 أكتوبر 2017، وامتدّت لمسافة 125.3 كيلومتر فاز بالمرحلة فرناندو جافيريا، ومتصدر الترتيب العام في نهاية المرحلة فرناندو جافيريا، والمتصدر حسب ترتيب النقاط فرناندو جافيريا، ومتصدر ترتيب التسلق سيلفان ديلير، ومتصدر ترتيب النقاط للشباب فرناندو جافيريا، ومتصدر ترتيب الفرق فريق الإمارات 2017 ‏.
| التصنيف العام         | التصنيف العام     | التصنيف العام | التصنيف العام     | التصنيف العام     |
| العداء                | العداء            | البلد         | الفريق            | الوقت             |
| --------------------- | ----------------- | ------------- | ----------------- | ----------------- |
| 1                     | فرناندو جافيريا   | كولومبيا      | كويك ستب-فلورز    | 8 س 45 دقيقة 22 ث |
| 2                     | سيلفان ديلير      | سويسرا        | بي إم سي راسينغ   | + 13 ث            |
| 3                     | ماكس والشيد       | ألمانيا       | Sunweb            | + 18 ث            |
| 4                     | ديلان جروينويغن   | هولندا        | لوتو إن إل-جامبو  | + 24 ث            |
| 5                     | ووتر فيبرت        | هولندا        | Cannondale-Drapac | + 26 ث            |
| 6                     | ماغنوس كورت نيلسن | الدنمارك      | أوريكا سكوت       | + 26 ث            |
| 7                     | باسكال أكرمان     | ألمانيا       | بورا هانسغروه     | + 26 ث            |
| 8                     | أندري هريفكو      | أوكرانيا      | أستانا            | + 26 ث            |
| 9                     | ويلكو كيليرمان    | هولندا        | Sunweb            | + 27 ث            |
| 10                    | جوليان ألافيليب   | فرنسا         | كويك ستب-فلورز    | + 27 ث            |
| مصدر: ProCyclingStats |                   |               |                   |                   |

### مرحلة 4
هي مرحلة جبلية متوسطة، أجريت في 22 أكتوبر 2017، وامتدّت لمسافة 151 كيلومتر فاز بالمرحلة تيم فيلانز، ومتصدر الترتيب العام في نهاية المرحلة تيم فيلانز، والمتصدر حسب ترتيب النقاط فرناندو جافيريا، ومتصدر ترتيب التسلق نيكولاس روش، ومتصدر ترتيب النقاط للشباب جوليان ألافيليب، ومتصدر ترتيب الفرق بي إم سي راسينغ 2017 ‏.
| التصنيف العام         | التصنيف العام   | التصنيف العام   | التصنيف العام   | التصنيف العام      |
| العداء                | العداء          | البلد           | الفريق          | الوقت              |
| --------------------- | --------------- | --------------- | --------------- | ------------------ |
| 1                     | تيم فيلانز      | بلجيكا          | لوتو سودال      | 12 س 09 دقيقة 00 ث |
| 2                     | باوك موليما     | هولندا          | تريك سيغافريدو  | + 4 ث              |
| 3                     | نيكولاس روش     | جمهورية أيرلندا | بي إم سي راسينغ | + 9 ث              |
| 4                     | جوليان ألافيليب | فرنسا           | كويك ستب-فلورز  | + 13 ث             |
| 5                     | بن هيرمانز      | بلجيكا          | بي إم سي راسينغ | + 16 ث             |
| 6                     | ماتج موهوريك    | سلوفينيا        | فريق الإمارات   | + 22 ث             |
| 7                     | ووت بويلس       | هولندا          | سكاي            | + 22 ث             |
| 8                     | سيلفان ديلير    | سويسرا          | بي إم سي راسينغ | + 27 ث             |
| 9                     | رين تاراما      | إستونيا         | كاتوشا ألبيسين  | + 27 ث             |
| 10                    | ريمي كافانيا    | فرنسا           | كويك ستب-فلورز  | + 29 ث             |
| مصدر: ProCyclingStats |                 |                 |                 |                    |

### مرحلة 5
هي مرحلة جبلية متوسطة، أجريت في 23 أكتوبر 2017، وامتدّت لمسافة 212.2 كيلومتر فاز بالمرحلة ديلان جروينويغن، ومتصدر الترتيب العام في نهاية المرحلة تيم فيلانز، والمتصدر حسب ترتيب النقاط فرناندو جافيريا، ومتصدر ترتيب التسلق نيكولاس روش، ومتصدر ترتيب النقاط للشباب جوليان ألافيليب، ومتصدر ترتيب الفرق بي إم سي راسينغ 2017 ‏.
| التصنيف العام         | التصنيف العام   | التصنيف العام   | التصنيف العام   | التصنيف العام      |
| العداء                | العداء          | البلد           | الفريق          | الوقت              |
| --------------------- | --------------- | --------------- | --------------- | ------------------ |
| 1                     | تيم فيلانز      | بلجيكا          | لوتو سودال      | 17 س 13 دقيقة 19 ث |
| 2                     | باوك موليما     | هولندا          | تريك سيغافريدو  | + 6 ث              |
| 3                     | نيكولاس روش     | جمهورية أيرلندا | بي إم سي راسينغ | + 11 ث             |
| 4                     | جوليان ألافيليب | فرنسا           | كويك ستب-فلورز  | + 15 ث             |
| 5                     | بن هيرمانز      | بلجيكا          | بي إم سي راسينغ | + 18 ث             |
| 6                     | ماتج موهوريك    | سلوفينيا        | فريق الإمارات   | + 24 ث             |
| 7                     | ووت بويلس       | هولندا          | سكاي            | + 24 ث             |
| 8                     | سيلفان ديلير    | سويسرا          | بي إم سي راسينغ | + 29 ث             |
| 9                     | رين تاراما      | إستونيا         | كاتوشا ألبيسين  | + 29 ث             |
| 10                    | Mekseb Debesay ‏ | إريتريا         | دايمنشن داتا    | + 31 ث             |
| مصدر: ProCyclingStats |                 |                 |                 |                    |

### مرحلة 6
هي مرحلة جبلية متوسطة، أجريت في 24 أكتوبر 2017، وامتدّت لمسافة 168 كيلومتر فاز بالمرحلة فرناندو جافيريا، ومتصدر الترتيب العام في نهاية المرحلة تيم فيلانز، والمتصدر حسب ترتيب النقاط فرناندو جافيريا، ومتصدر ترتيب التسلق نيكولاس روش، ومتصدر ترتيب النقاط للشباب جوليان ألافيليب، ومتصدر ترتيب الفرق بي إم سي راسينغ 2017 ‏.
| التصنيف العام         | التصنيف العام   | التصنيف العام   | التصنيف العام   | التصنيف العام      |
| العداء                | العداء          | البلد           | الفريق          | الوقت              |
| --------------------- | --------------- | --------------- | --------------- | ------------------ |
| 1                     | تيم فيلانز      | بلجيكا          | لوتو سودال      | 20 س 59 دقيقة 49 ث |
| 2                     | باوك موليما     | هولندا          | تريك سيغافريدو  | + 6 ث              |
| 3                     | نيكولاس روش     | جمهورية أيرلندا | بي إم سي راسينغ | + 11 ث             |
| 4                     | جوليان ألافيليب | فرنسا           | كويك ستب-فلورز  | + 15 ث             |
| 5                     | بن هيرمانز      | بلجيكا          | بي إم سي راسينغ | + 18 ث             |
| 6                     | ماتج موهوريك    | سلوفينيا        | فريق الإمارات   | + 24 ث             |
| 7                     | ووت بويلس       | هولندا          | سكاي            | + 24 ث             |
| 8                     | سيلفان ديلير    | سويسرا          | بي إم سي راسينغ | + 29 ث             |
| 9                     | رين تاراما      | إستونيا         | كاتوشا ألبيسين  | + 29 ث             |
| 10                    | Mekseb Debesay ‏ | إريتريا         | دايمنشن داتا    | + 31 ث             |
| مصدر: ProCyclingStats |                 |                 |                 |                    |

## الفائزون

### تصنيف النقاط
| تصنيف النقاط          | تصنيف النقاط      | تصنيف النقاط          | تصنيف النقاط      | تصنيف النقاط |
| العداء                | العداء            | البلد                 | الفريق            | النقاط       |
| --------------------- | ----------------- | --------------------- | ----------------- | ------------ |
| 1                     | فرناندو جافيريا   | كولومبيا              | كويك ستب-فلورز    | 70 نقطة      |
| 2                     | سيلفان ديلير      | سويسرا                | بي إم سي راسينغ   | 34 نقطة      |
| 3                     | ديلان جروينويغن   | هولندا                | لوتو إن إل-جامبو  | 33 نقطة      |
| 4                     | ماكس والشيد       | ألمانيا               | Sunweb            | 32 نقطة      |
| 5                     | ماغنوس كورت نيلسن | الدنمارك              | أوريكا سكوت       | 27 نقطة      |
| 6                     | ووتر فيبرت        | هولندا                | Cannondale-Drapac | 23 نقطة      |
| 7                     | دانيال أوس        | إيطاليا               | بي إم سي راسينغ   | 22 نقطة      |
| 8                     | ميان وانغ         | جمهورية الصين الشعبية | البحرين ميريدا    | 22 نقطة      |
| 9                     | تيم فيلانز        | بلجيكا                | لوتو سودال        | 19 نقطة      |
| 10                    | نيكولو بونيفازيو  | إيطاليا               | البحرين ميريدا    | 17 نقطة      |
| مصدر: ProCyclingStats |                   |                       |                   |              |

## تصنيف الفرق

### الفرق حسب الوقت
| تصنيف الفرق حسب الوقت | تصنيف الفرق حسب الوقت | تصنيف الفرق حسب الوقت    | تصنيف الفرق حسب الوقت |
| الفريق                | الفريق                | البلد                    | الوقت                 |
| --------------------- | --------------------- | ------------------------ | --------------------- |
| 1                     | بي إم سي راسينغ       | الولايات المتحدة         | 63 س 00 دقيقة 47 ث    |
| 2                     | لوتو سودال            | بلجيكا                   | + 1 دقيقة 26 ث        |
| 3                     | تريك سيغافريدو        | الولايات المتحدة         | + 1 دقيقة 26 ث        |
| 4                     | أوريكا سكوت           | أستراليا                 | + 1 دقيقة 39 ث        |
| 5                     | دايمنشن داتا          | جنوب أفريقيا             | + 1 دقيقة 48 ث        |
| 6                     | موفيستار              | إسبانيا                  | + 1 دقيقة 56 ث        |
| 7                     | فريق الإمارات         | الإمارات العربية المتحدة | + 2 دقيقة 08 ث        |
| 8                     | كويك ستب-فلورز        | بلجيكا                   | + 2 دقيقة 16 ث        |
| 9                     | البحرين ميريدا        | البحرين                  | + 2 دقيقة 28 ث        |
| 10                    | بورا هانسغروه         | ألمانيا                  | + 4 دقيقة 37 ث        |
| مصدر: ProCyclingStats |                       |                          |                       |

## وصلات خارجية
- لمحة عن سباق طواف قوانغشي 2017 على موقع  ProCyclingStats   (برو  سايكلنج  ستاتس) - إحصاءات  محترفي  الدراجات.
- طواف قوانغشي 2017 على موقع إحصائيات الدراجات الإحترافية (الإنجليزية)